# Michel II Bouvard de Fourqueux
Pour les articles homonymes, voir Bouvard et Michel Bouvard.
Michel II Bouvard de Fourqueux est un homme d'État français né à Paris le 20 août 1719 et mort à Paris le 3 avril 1789, qui fut brièvement contrôleur général des finances.

## Biographie
Il est le fils de Michel Ier Bouvard de Fourqueux (1686-1754), procureur général de la Chambre des comptes, et de Claude Marguerite Hallé. Il lui succède à cette charge de procureur général de la Chambre des comptes en 1743.
Il épouse en 1740 Marie Louise Auget de Monthyon, la demi-sœur de Jean-Baptiste de Montyon. Deux filles naissent. L'aînée, Anne Marie-Rosalie, épouse en janvier 1762 l'intendant des finances Jean Charles Philibert Trudaine de Montigny: le couple a deux garçons, Charles Louis Trudaine né en 1765 et Charles Michel Trudaine en 1766. En octobre 1768, leur fille cadette, Adélaïde Agnès Elisabeth épouse le contrôleur général des finances Etienne Maynon d'Invault.
Après avoir dû renvoyer Charles Alexandre de Calonne, Louis XVI, qui s'était personnellement convaincu de la justesse des vues de son ministre, appela comme contrôleur général des finances, le 10 avril 1787, un intendant des finances de soixante-huit ans, Michel Bouvard de Fourqueux, dont il attendait qu'il poursuive les plans de Calonne et les fasse adopter par l'assemblée des notables. Il le nomma également ministre d'État le 18 avril 1787.
L'homme avait assurément la compétence technique requise dans le domaine financier, mais sa nomination n'en fut pas moins très mal accueillie. L'abbé Morellet, pourtant ami du nouveau ministre, nota que le Roi avait choisi « un homme qui a des lumières, d’excellents principes d’administration, une exacte probité, de la douceur et de la réputation de toutes ses bonnes qualités » mais qui « a soixante-huit ans et la goutte ». « Si on prenait parmi les morts, railla le comte de Brienne, il eut été mieux de prendre Sully ou Colbert. » Et le Premier président de Nicolaï, en recueillant le serment du nouveau ministre devant la Chambre des comptes, releva de manière à peine plus diplomatique : « Il vous a été donné d’éclairer sans éblouir [...] L’État avait besoin d’une vertu délicate et de talents modestes : et l’on vous a nommé contrôleur général. »
Bouvard de Fourqueux chargea Pierre Samuel du Pont de Nemours de terminer la rédaction des mémoires que Calonne voulait communiquer à l’Assemblée des notables : ils prévoyaient de lever un impôt sur le timbre, de créer une subvention territoriale, de faire des économies dans les dépenses et d’émettre un emprunt à long terme, tout en supprimant la gabelle. Cet ambitieux programme fut naturellement rejeté par l'Assemblée des notables, ce qui conduisit le contrôleur général à remettre sa démission dès le 1er mai 1787. 
Il est nommé au Conseil royal des Finances et du Commerce établi en 1787 par Loménie de Brienne. À l’automne 1788, il est désigné par Necker pour être l’un des membres des comités ministériels chargés de préparer le règlement électoral des États généraux et se prononce en faveur du doublement du nombre des députés du tiers-état. 
Il meurt un mois avant la réunion des états généraux.

## Résidence
- Hôtel de Ligny, rue des Francs-Bourgeois, Paris.